# Escala electrofeble
En física de partícules, l'escala electrofeble és l'escala d'energia, al voltant de 246 GeV, a la qual la simetria SU(2)xU(1) de la interacció electrofeble es trenca pel mecanisme de Higgs. El valor de 246 GeV ve donat per ser el valor d'expectació del buit del camp de Higgs: {\displaystyle v=(G_{F}{\sqrt {2}})^{-1/2}}, on {\displaystyle G_{F}} és la constant d'acoblament de Fermi.